# Alija Izetbegović
Alija Izetbegović (Bosanski Šamac, 8 augustus 1925 – Sarajevo, 19 oktober 2003) was een Bosnische moslim-activist en politicus alsmede president van Bosnië en Herzegovina.

## Levensloop
Izetbegović werd geboren in het stadje Bosanski Šamac in Bosnië en Herzegovina. Hij bezocht de universiteit van Sarajevo waar hij in 1956 afstudeerde in rechten.
Een groot deel van zijn leven bracht hij door als advocaat.
Twee keer werd hij door het communistische bewind van Joegoslavië gevangengezet op beschuldiging van 'pan-islamitische activiteiten' waaronder het schrijven van zijn hoogst controversiële boek The Islamic Declaration (1970). In het boek haalde hij Pakistan aan als een voorbeeld voor de Bosnische samenleving en zei hij dat 'er geen vrede of co-existentie kan zijn tussen het islamitische geloof en niet-islamitische samenlevingen en politieke instellingen'.
Tijdens een rechtszaak die begon op 10 april 1983 werden Izetbegović en twaalf anderen (waaronder Melika Salihbegović en Hasan Čengić) beschuldigd van:
1. het beschrijven van het communisme als bedreiging voor de islam;
2. het leveren van kritiek op de politiek van Joegoslavische nationaliteiten, waardoor een onafhankelijke moslimnationaliteit werd geformeerd;
3. samenzweren tot het elimineren van Servische en Kroatische bevolkingsgroepen in Bosnië en Herzegovina;
4. het manipuleren van religieuze gevoelens van anderen in een poging steun te mobiliseren voor een militante islambeweging.

Ook werden zij ervan beschuldigd contacten te onderhouden met reactionairen in het buitenland en het verspreiden van vijandige propaganda binnen Joegoslavië. Enkele beschuldigden hadden de islamitische republiek Iran bezocht.
Samen met Fikret Abdić stichtte Izetbegović in 1989 de Partij voor Democratische Actie (Stranka Demokratske Akcije, SDA). Hoewel Abdić bij de verkiezingen in 1990 meer stemmen kreeg, werd Izetbegović de eerste president van de Joegoslavische deelrepubliek Bosnië en Herzegovina.
Na de verkiezingen van 1990 vormde de SDA een regeringscoalitie met de Kroatische Partij (HDZ). Izetbegović bezette daarin de post van president .

### Burgeroorlog
Nadat Slovenië en Kroatië zich onafhankelijk verklaarden van Joegoslavië en werden erkend door de internationale gemeenschap, ontstond de vraag of Bosnië en Herzegovina door moest gaan in een rompstaat Joegoslavië die door Servië werd gedomineerd of een onafhankelijk land moest worden. Aangezien twee van de drie constitutionele bevolkingsgroepen van Bosnië en Herzegovina geen federatie met Servië of Kroatië wilden werd er op 29 februari en 1 maart 1992 een referendum over de onafhankelijkheid van Bosnië en Herzegovina uitgeschreven.
Na het referendum (opkomst 64-67%), dat werd gesteund door Bosnische moslims en katholieken (Bosnische Kroaten) en geboycot door Bosnische Serviërs, riep de president van Bosnië en Herzegovina (Izetbegović) op 3 maart 1992 de onafhankelijkheid uit. Als reactie op het referendum riepen de Bosnische Serviërs op 27 maart 1992, onder leiding van Radovan Karadžić, een eigen Servische Republiek van Bosnië-Herzegovina uit en verklaarden de oorlog aan de nieuwe republiek Bosnië en Herzegovina, waarbij ze de toegang naar de verschillende Bosnische steden versperden. Dit wordt gezien als de oorzaak van de Bosnische oorlog tussen de Bosniakken (die door de westerse media Bosnische moslims werden genoemd), de Bosnische Kroaten en de Bosnische Serviërs.
Bosnische Serviërs wilden zich niet afscheiden van het restdeel van Joegoslavië, waarvan Slovenië en Kroatië al geen deel meer uitmaakten, omdat zij zich verbonden voelden met Servië.
Op 6 april 1992 werd de onafhankelijkheid van de Republiek Bosnië-Herzegovina formeel erkend door de Europese Gemeenschap en de Verenigde Staten. Op 22 mei 1992 werd de Republiek Bosnië-Herzegovina lid van de Verenigde Naties.
Een drie jaar durende oorlog met Bosnische Serviërs, die gesteund werden door Servië, volgde.
Fikret Abdić verscheen weer op het toneel als rivaal van zijn voormalige partner door het vestigen van een machtsbolwerk in zijn geboortestreek Cazinska Krajina waar hij de Autonome Provincie West-Bosnië (niet te verwarren met het huidige kanton West-Bosnië) stichtte, die volledig omringd was door Servische troepen en die strijd leverde met de moslimregering in Sarajevo. De splintergroep van Abdić werd later opgeslokt door het Bosnische regeringsleger van Izetbegović.

### Verdrag van Dayton
Uiteindelijk werd de Servische opmars tot staan gebracht, nadat na de massamoord in Srebrenica de NAVO ingreep. Het Bosnische regeringsleger begon in augustus 1995 aan een opmars en in november 1995 tekenden de presidenten Izetbegović, Tuđjman (van Kroatië) en Milošević (van Servië) een vredesovereenkomst in Dayton waarmee de vijandelijkheden tussen Bosniakken, Serviërs en Kroaten formeel beëindigd werden.
In september 1996 werd Izetbegović herkozen in het drie-presidentschap van Bosnië en Herzegovina, waarvan hij tot oktober 1998 de voorzitter was. Ook in 2000 bekleedde hij acht maanden dit voorzitterschap, waarna hij op 74-jarige leeftijd terugtrad uit de politiek.
Bosnische Serven en Kroaten hebben geprobeerd Izetbegović voor het Joegoslaviëtribunaal in Den Haag te krijgen op beschuldiging van genocide en andere misdaden gedurende de oorlog, maar het hof verklaarde zich niet ontvankelijk.

### Overlijden
Izetbegović overleed in oktober 2003, op 78-jarige leeftijd, aan verwondingen die hij opliep tijdens een val. Op eigen verzoek werd hij begraven tussen de gevallenen op de erebegraafplaats Kovaci in Sarajevo. In de nacht van 11 augustus 2006 werd zijn grafmonument zwaar beschadigd door een bomaanslag. Volgens de autoriteiten bleef zijn lichaam intact.
Izetbegović liet een vrouw en drie kinderen achter. Zijn zoon Bakir Izetbegović trad in zijn voetsporen en was tussen 2010 en 2018 lid van het presidentschap van Bosnië en Herzegovina.

## Publicaties
Van de hand van Izetbegović verschenen diverse boeken. Zijn publicatie Islam Between East And West is sinds 1984 een internationale bestseller.
Andere werken zijn The Islamic Declaration, Problems of Islamic Renaissance, My Escape to Freedom, Notes from Prison, 1983-1988 en recenter zijn memoires in Inescapable Questions: Autobiographical Notes.